# Xerocrassa gharlapsi
Xerocrassa gharlapsi е вид коремоного от семейство Hygromiidae. Видът е световно застрашен, със статут Уязвим.

## Разпространение
Разпространен е в Малта.